# Brian Cook (siatkarz)
Brian Robertson Cook (ur. 1 czerwca 1992 w Monterey) – amerykański siatkarz, grający na pozycji przyjmującego, reprezentant Stanów Zjednoczonych. 
Jego żoną jest amerykańska siatkarka Kelsey Robinson.

## Przebieg kariery
| Lata                      | Klub                |
| ------------------------- | ------------------- |
| 2011–2014                 | Stanford University |
| 2014–2015                 | Panathinaikos Ateny |
| 2015–2016                 | Tonazzo Padwa       |
| 2016–2017 (do 07.02.2017) | Azimut Modena       |

## Sukcesy klubowe
Superpuchar Włoch:
- 2016

## Sukcesy reprezentacyjne
Mistrzostwa Ameryki Północnej, Środkowej i Karaibów Juniorów:
- 2010